# Stanisław Pawłowski (geolog)
Stanisław Pawłowski (ur. 11 maja 1910 w Łodzi, zm. 2 czerwca 1992 w Konstancinie k. Warszawy) – polski geolog i geofizyk, odkrywca złóż siarki w Tarnobrzegu, poseł na Sejm PRL IV i V kadencji. Budowniczy Polski Ludowej.

## Życiorys
Urodził się w rodzinie Piotra (tkacza) i Bronisławy z Kędzierskich. Wychował się w Łodzi, gdzie w 1928 ukończył Gimnazjum Miejskie. W latach 1929–1934 studiował na Wydziale Geodezji Politechniki Warszawskiej, uzyskując stopień inżyniera geodety z wynikiem bardzo dobrym, na podstawie pracy dyplomowej Pomiary grawimetryczne wahadłami w Warszawie w 1933 r. W latach 1934–1937 pracował w Biurze Pomiarowym Ministerstwa Komunikacji (w 1934–1935 także jako asystent na Politechnice Warszawskiej). Od 1937 był zatrudniony jako geofizyk w Państwowym Instytucie Geologicznym (okresowo: Instytut Geologiczny CUG). W 1937–1939, przy udziale Edwarda W. Janczewskiego, prowadził badania geofizyczne głównie na Podolu, Wołyniu, w Górach Świętokrzyskich oraz w Lubelskiem.
Podczas II wojny światowej pracował w Amt für Bodenforschung (dawny PIG). Czynnie działał w AK oraz w konspiracyjnych badaniach anomalii grawimetrycznych i magnetycznych.
Po wojnie, w latach 1945–1947 uczył matematyki i fizyki w Miejskim Gimnazjum w Łodzi. W 1948 doktoryzował się na Politechnice Warszawskiej, na podstawie rozprawy Anomalie magnetyczne w Polsce. Pracował w Państwowym Instytucie Geologicznym, gdzie do 1952 był geofizykiem, w latach 1952–1955 – kierownikiem Świętokrzyskiej Stacji Terenowej, w latach 1955–1968 – kierownikiem Zakładu Geofizyki, w latach 1968–1982 – kierownikiem Zespołu Geofizyki Złóż Siarki.
We wrześniu 1953 kierował wierceniami w okolicy Mokrzyszowa, podczas których odkryto złoża siarki. Był również współodkrywcą złóż gazu ziemnego k. Lubaczowa, wysadu solnego w Rogóźnie, fosforytów na Lubelszczyźnie oraz biłgorajskiej anomalii grawimetrycznej.
Na Uniwersytecie Łódzkim, w latach 1946–1947, był asystentem w Katedrze Fizyki Eksperymentalnej. W latach 1965–1967 kierował Katedrą Geofizyki Uniwersytetu Warszawskiego. Wykładał także fizykę litosfery, kartografię matematyczną oraz geologię surowcową w WAT i Politechnice Warszawskiej. Tytuł profesora uzyskał w 1954, a w 1976 został członkiem rzeczywistym Polskiej Akademii Nauk. Członek Polskiego Towarzystwa Geologicznego.
Był bezpartyjnym posłem na Sejm PRL w latach 1965–1972.
Od 1940 jego żoną była córka Jana Czarnockiego – Katarzyna (1916–2020), również geolog.

## Wybrane prace naukowe
- Anomalie magnetyczne w Polsce (1947)
- Kredowy i jurajski rów lubelski (1961)
- Zarys budowy geologicznej okolic Chmielnika-Tarnobrzega (1965)
- Budowa geologiczna tarnobrzeskiego złoża siarki (1985)

## Ordery i odznaczenia
- Order Budowniczych Polski Ludowej[3]
- Order Sztandaru Pracy I klasy[6] (1959)[7]
- Krzyż Komandorski Orderu Odrodzenia Polski (21 czerwca 1955)[1]
- Złoty Krzyż Zasługi (1 października 1952)[8]
- Odznaka 1000-lecia Państwa Polskiego (1966)[9]

## Nagrody i wyróżnienia
- Nagroda Państwowa I stopnia za odkrycie złóż siarki o dużym znaczeniu gospodarczym (1955)[10]
- Nagroda Prezesa Rady Ministrów (1955)
- Nagroda Komitetu Nauki i Techniki (1968, 1969)
- Nagroda Państwowa I stopnia (zespołowa) (1976)
- Wpis do „Księgi zasłużonych dla województwa tarnobrzeskiego” (1979)[11]

Źródło:.